# Carlo De Martino
Carlo De Martino (Bergamo, 1911 – Milano, 2 maggio 1989) è stato un giornalista italiano e presidente dell'Ordine dei giornalisti della Lombardia dal 1965 alla sua morte.

Nato a Bergamo nel 1911, De Martino iniziò la carriera giornalistica nella stampa quotidiana della città natale. Dopo la guerra divenne redattore de Il Popolo e, successivamente, lavorò per il Corriere di Milano e per il Corriere Lombardo. Diresse i periodici Settimo giorno e Quattrosoldi. Particolarmente impegnato nelle associazioni di categoria e nelle questioni di deontologia professionale, fu, sin dalla sua costituzione e per oltre un ventennio, presidente dell'Ordine dei giornalisti lombardo. Era stato dedicato al suo nome l'Istituto per la formazione al giornalismo (Ifg) di Milano.
Scrisse, in collaborazione con Fabio Bonifacci, il Dizionario pratico di giornalismo.
È morto a Milano nel 1989 per un attacco cardiaco. Riposa in un colombaro del Cimitero Monumentale.